# Оберемко, Андрей Александрович
 Андрей Александрович Оберемко  (род. 18 марта 1984, Токмак, Запорожская область) — украинский футболист, полузащитник. Мастер спорта Украины международного класса.

## Карьера

### Клубная
Воспитанник токмакского «Дизелиста» и запорожского «Металлурга».
В 2000 году переехал в Киев, где попадает в «Динамо». Однако за все годы пребывания в команде сыграл за основной состав всего одну игру, в основном выступая за дублёров, «Динамо-2» и «Динамо-3».
Отдавался в аренду различным клубам: «Борисфену», «Харькову», «Ильичёвцу», «Кривбассу».
В начале 2011 года подписал контракт с полтавской «Ворсклой».
Летом 2012 года подписал трёхлетний контракт с харьковским «Металлистом». 7 февраля 2013 года арендован до конца сезона запорожским «Металлургом».
21 августа 2013 года вновь оказался в «Ильичёвце».

### В сборной
В 2003—2006 годах сыграл 24 игры за молодёжную сборную Украины. Участник молодёжного чемпионата Европы 2006, где сборная Украины выиграла серебряные медали. Андрей принял участие в трёх из пяти матчей.

## Достижения
- Финалист молодёжного чемпионата Европы 2006